# Campionatul Mondial de League of Legends

Campionatul Mondial de League of Legends din 2013 a atras peste 32 de millioane de spectatori din toata lumea.

Campionatul Mondial de League of Legends (în engleză: League of Legends World Championships) este o competiție anuală organizată de Riot Games. Sezonul 1 al Campionautul Mondial a avut loc în iunie 2011, la Dreamhack în Suedia, având o valoare totală a premiilor de 50.000 de dolari. După sezonul 1, Riot a anunțat bugetul pentru sezonul 2: 5.000.000 de dolari. Din această sumă, două milioane de dolari se vor duce către partenerii Riot, incluzând IPL și alte Asociații de Sporturi-Electronice. Alte două milioane de dolari se vor duce către echipele calificate și echipa câștigătoare a sezonului. Ultimul milion de dolari a fost distribuit organizatorilor pentru a găzdui turneul de League of Legends.. După sezonul 2, premiul turneului a crescut cu mai mult de 2 milioane de dolari iar premiul pentru echipa câștigătoare a crescut la 1 milion de dolari.

## Istoria Campionatului

### Sezonul 1 al Campionatului Mondial
Primul sezon al Campionatului Mondial a avut loc în Iunie 2011, la Dreamhack în Suedia, având premii în valoare de 100.000 de dolari. Peste 1.6 milioane de spectatori au vizualizat transmisiunea în direct al evenimentului, cu un apogeu de 210.000 de spectatori simultan într-un meci de semi-finală.
| Loc | Echipă                     | Premiu în bani |
| 1   | Fnatic                     | $50,000        |
| 2   | Team against All authority | $25,000        |
| 3   | . Team SoloMid             | $10,000        |

### Sezonul 2 al Campionatului Mondial
După Sezonul 1, Riot a anunțat bugetul pentru sezonul 2: 5.000.000 de dolari. Din această sumă, două milioane de dolari se vor duce către partenerii Riot, incluzând IPL și alte Asociații de Sporturi-Electronice. Alte două milioane de dolari se vor duce către echipele calificate și echipa câștigătoare a sezonului. Ultimul milion de dolari a fost distribuit organizatorilor pentru a găzdui turneul de League of Legends.
Finala sezonului 2 al Campionatului Mondial de League of Legends a avut loc în Octombrie 2012 în Los Angeles, California. Doisprezece echipe, de pe toate continentele, s-au calificat pentru campionat, care a avut cea mai mare valoare a premiilor până atunci, în istoria sporurilor electronice. Marea finala a avut loc pe 13 Octombrie la USC's Galen Center 10.000 de fani fiind în sală, evenimentul a fost și transmis live în peste 13 limbi. În marea finala echipa profesională din [Taiwan]] "Taipei Assassins (TPA)" a triumfat în fața echipe Sud Coreene Azubu Frost 3-la-1 câștigând astfel premiul de 1 milion de dolari, cupa și titlul de cea mai bună echipa din lume .
Peste 8 milioane de vizitatori a avut Sezonul 2 al Campionatului Mondial cu un maxim de 1.1 milioane de vizitatori în același timp în timpul marei finale, astfel Sezonul 2 al Campionatului Mondial a devenit cel mai popular eveniment de eSport din istorie, la acel timp.
| Loc | Echipă                  | Jucători | Premiu în bani |
| 1   | Taipei Assassins        | Wang June Tsan ("Stanley") Kuan Po Sung ("Lilballz") Wai Kin Lau ("Toyz") Cheng Bo-Wei ("bebe") Chen Hui Chung ("MiSTakE")                            | $1,000,000     |
| 2   | Azubu Frost             | Park Sang-Myun ("Shy") Lee Hyun-woo ("CloudTemplar") Jung Min-Sung ("RapidStar") Jang Gun-Woong ("Woong") Hong Min-gi ("MadLife")                     | $250,000       |
| SF  | Moscow Five             | Evgeny Mazaev ("Darien") Danil Reshetnikov ("Diamondprox") Alexey Ichetovkin ("Alex Ich") Evgeny Andryushin ("Genja") Edward Abgaryan ("GoSu Pepper") | $150,000       |
| SF  | Counter Logic Gaming EU | Mike Petersen ("Wickd") Stephen Ellis ("Snoopeh") Henrik Hansen ("Froggen") Peter Wüppen ("yellowpete") Mitch Voorspoels ("Krepo")                    | $150,000       |

SF = Semifinalist (Nu a existat o "finală mică")
Probleme tehnice
După o serie de probleme cu rețeaua în timpul Playoff-ului Sezonului 2, lucru care a dus la întârzierea unor meciuri, Riot a anunțat pe 13 octombrie 2012 că un client special pentru LAN a fost dezvoltat pentru a se folosi în turnee, pentru reducerea lag-ului și a altor probleme legate de rețea. Clientul LAN a fost folosit pentru prima dată in timpul optimilor și a semifinalelor și a fost de asemenea folosit în timpul finalei.